# Neurokinin B
Neurokinin B (NKB) ist ein Neuropeptid aus der Familie der Tachykinine, welches für die Auslösung der Pubertät verantwortlich gemacht wird.
Neurokinin B wird vor allem in Nervenzellen des Hypothalamus gebildet. Die Neurokinin B produzierenden Zellen liegen wiederum in der Nähe von Nervenzellen, die die Ausschüttung der Sexualhormone aus der Hirnanhangsdrüse bei der Pubertät anstoßen. 

## Struktur
Die Primärstruktur des humanen Neurokinin B besteht aus 10 Aminosäuren (Dekapeptid), welches aus dem Prohormon Protachykinin prozessiert wird.

## Entdeckung der pubertätsauslösenden Wirkung
Vier türkische Familien, deren Kinder nie in die Pubertät kamen, haben zur Entdeckung des Botenstoffs beigetragen.